# Oberea wittei
Oberea wittei là một loài bọ cánh cứng trong họ Cerambycidae.